# Chromodoris paulomarcioi
Chromodoris paulomarcioi is een slakkensoort uit de familie van de Chromodorididae. De wetenschappelijke naam van de soort is voor het eerst geldig gepubliceerd in 2006 door Domínguez, García & Troncoso.